# Милая Эрменгард
«Милая Эрменгард» (англ. Sweet Ermengarde) — рассказ-пародия, написанный Говардом Лавкрафтом под псевдонимом Перси Симпла (англ. Percy Simple). Впервые опубликован в 1943 году издательским домом Arkham House. Исследователь жизни и творчества Лавкрафта С. Т. Джоши утверждает, что это единственный рассказ Лавкрафта, точный год написания которого неизвестен, предполагая, что он написан в период от 1919 до 1921 года.
По мнению Джоши, автора книги «Г. Ф. Лавкрафт: Жизнь», рассказ является пародией на сочинения Горацио Элджера, которые были дешёвой массовой литературой в начале XX века. Вторичной или даже первичной целью атак Лавкрафта в пародии Джоши называет работы писателя Фреда Джексона.

## Сюжет
Рассказ пародирует романтическую мелодраму, рассказывая об отношениях девушки из бедной семьи по имени Эрменгард Стаббс и двух её воздыхателей — богатого землевладельца Сквайра Хардмана и простого парня по имени Джек Мэнли. Хардман обнаруживает золотую жилу под домом Стаббсов и теперь хочет преумножить своё богатство, женившись на Эрменгард и получив их дом.